# Обійми мене міцніше
«Обійми мене міцніше» (ісп. Abrázame muy fuerte) — мексиканська теленовела виробництва компанії Televisa. У головних ролях Вікторія Руффо, Араселі Арамбула, Фернандо Колунга та Сесар Евора. Прем'єрний показ відбувся на каналі Las Estrellas 31 червня 2000 — 2 лютого 2001 років. Римейк теленовели «Смертний гріх» (1960).

## Сюжет
Юна Крістіна Альварес закохується в Дієго, простого робітника у маєтку свого батька, дона Северіано. Ракела, служниця, виказує закоханих хазяїну і той виганяє Дієго, а вагітну Крістіну відправляє разом з Ракелою в інше місто, де вона народжує дівчинку, Марію дель Кармен. Дон Северіано відбирає дитину у Крістіни і таємно віддає Ракелі, яка реєструє дівчинку як свою доньку. Ракела розповідає про все Федеріко Ріверо, своєму коханцеві. Федеріко, який мріє заволодіти статками Крістіни, пропонує їй вийти заміж за нього і при цьому обіцяє знайти зниклу Марію дель Кармен. Крістіна погоджується. Після весілля Ракела з дівчинкою, яка офіційно вважається її дочкою, переселяються до них. Дієго повертається і вмовляє Крістіну забрати доньку і втекти з ним. Федеріко розкриває їхній план і вбиває Дієго. Крістіна вимагає розлучення, і Федеріко підстроює автомобільну аварію, в результаті якої дружина сліпне і опиняється під його опікою. Роки по тому юна Марія дель Кармен закохується в молодого лікаря Карлоса Мануеля Ріверо, племінника Федеріко. Її суперницею стає Дебора Фалькон, одна з коханок Федеріко.

## У ролях
- Вікторія Руффо — Крістіна Альварес Рівас де Ріверо
- Араселі Арамбула — Марія дель Кармен Кампусано
- Фернандо Колунга — доктор Карлос Мануель Ріверо
- Сесар Евора — Федеріко Ріверо
- Хоакін Кордеро  — дон Северіано Альварес
- Алісія Родрігес — донья Консуело Альварес Рівас
- Освальдо Ріос — Дієго Ернандес
- Наілія Норвінд — Дебора Фалькон де Ріверо
- Пабло Монтеро — Хосе Марія Монтес
- Росіта Кінтана — Едувіхес де ла Крус Ферейра
- Лілія Арагон — Ефігенія де ла Крус Ферейра
- Рене Муньйос — Рехіно
- Россана Сан-Хуан — Ракела Кампусано
- Рене Касадос — Франсіско Хосе Браво / Фернандо Хоакін Фалькон
- Тоньйо Маурі — падре Мойсес
- Елена Рохо — Даміана Гільєн / Хуліана Гільєн
- Тіна Ромеро — Хасінта Ріверо
- Аврора Клавель — Вісента
- Кармен Салінас — Селія Рамос
- Мигель Корсега — падре Ігнасіо
- Маріо Касільяс — Марселіно
- Едуардо Нор'єга — Панчо Монтес
- Алісія Монтоя — Гумерсінда Монтес
- Дачія Гонсалес — Канделарія Кампусано
- Тоньйо Інфанте — Еулохіо Рохас
- Дачія Аркарас — Хема
- Пако Ібаньєс — Хуанчо
- Едуардо де ла Пенья — Касіміро
- Росіта Пелайо — Ла Герра
- Умберто Елісондо — Берналь Ороско
- Ліза Вильєрт — Клементіна
- Рікардо Чавес — Мотор Рамос
- Ернесто Алонсо — падре Боско
- Карлос Амадор — Ніколас Морено
- Альберто Інсуа — Порфіріо
- Педро Ромо — Аполінар
- Альберто Чавес — епізод
- Патрисія Рамірес — епізод
- Рубен Сантана — епізод

## Нагороди та номінації
TVyNovelas Awards (2001)
- Найкраща теленовела (Сальвадор Мехія).
- Номінація на найкращу акторку (Араселі Арамбула).
- Найкращий актор (Фернандо Колунга).
- Найкраща лиходійка (Наілея Норвінд).
- Найкращий лиходій (Сесар Евора).
- Найкраща роль у виконанні заслуженої акторки (Елена Рохо).
- Найкраща роль у виконанні заслуженого актора (Хоакін Кордеро).
- Номінація на найкращу акторку другого плану (Кармен Салінас).
- Найкращий актор другого плану (Пабло Монтеро).
- Номінація на найкращу чоловічу роль — відкриття (Пабло Монтеро).
- Номінація на найкращу музичну тему (Хуан Габріель).
- Найкращий сценарій або адаптація (Ліліана Абуд).
- Найкращий режисер-постановник (Мігель Корсега).

El Heraldo de México (2001)
- Найкраща теленовела (Сальвадор Мехія).
- Найкраща акторка (Араселі Арамбула).
- Найкращий актор (Фернандо Колунга).

ACE Awards (2002)
- Найкраща акторка у телепостановці (Араселі Арамбула).
- Найкращий актор у телепостановці (Фернандо Колунга)[1].

## Інші версії
- 1955 — Смертний гріх (ісп. Pecado mortal), мексиканський кінофільм режисера Мігеля Д. Дельгадо. У головних ролях Глорія Марін, Сільвія Піналь та Віктор Хунко.
- 1960 — Смертний гріх (ісп. Pecado mortal), мексиканська теленовела виробництва компанії Telesistema Mexicano (нині Televisa). У головних ролях Ампаро Рівельєс, Ельза Карденас, Освальдо Кальво та Тіто Хунко.
- 2015 — Хай Бог простить тобі (ісп. Que te perdone Dios), мексиканська теленовела виробництва Televisa. У головних ролях Ребекка Джонс, Сурія Вега, Марк Тачер та Серхіо Гойрі.